# Bellinda
Bellinda je značka spodního prádla a punčochového zboží. Sortiment Bellinda obsahuje punčochové zboží, dámské, pánské spodní prádlo a ponožky. Značka vznikla v Krásné Lípě, kde Josef Heinrich Vatter v roce 1882 začal vyrábět punčochové kalhoty a ponožky.

## Historie
Společnost Bellinda založili v roce 1950 Fred Vatter a Dr. Otto Palme jako značku pro punčochové zboží. Název Bellinda pochází z výrazu „Bella Linda”. Bella Linda je latinský překlad názvu severočeského města Krásná Lípa, kde Josef Heinrich Vatte v roce 1882 odstartoval závodní výrobu.
Od roku 1991 působí Bellinda ve střední a východní Evropě. Mezi nejdůležitějšími trhy patří Česká republika, Maďarsko, Polsko a Slovensko. První kolekce spodního prádla byla představena v roce 2000 a v současnosti patří k hlavním pilířům značky Bellinda.
V současné době je Bellinda součástí mezinárodní skupiny DBApparel, kde patří např. značky DIM, Playtex, Lovable a Wondebra.
V rocek 2016, jako první e-shop v České republice, spustila zásilkovou službu men.bellinda.cz. Tato služba je určena můžům, kteří si chtějí nechávat zasílát pravidelně spodní prádlo a ponožky v určitých intervalech.